# 何東家族

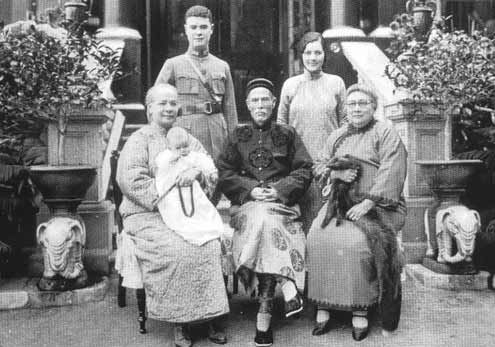
前排左起︰張靜蓉夫人，何東爵士，麥秀英夫人；後排︰何世禮及妻子洪奇芬

何東家族，始興於1890年代，被認為是香港殖民地時期的四大家族之一，至今仍然在港澳社會各方面發揮巨大影響力。
何東的生父是荷兰籍犹太人查理斯·亨利·莫理斯·博斯曼（1839年8月29日—1892年11月10日），漢名何仕文，是其荷蘭姓氏Bosman的粤语归化音译法的漢化形式。「何」姓来源，一說因为何仕文來自荷蘭，所以選擇與荷蘭的「荷」字同音的漢族姓氏「何」為姓。

## 發跡方法
何東家族中各人之興起歷程：
- 何仕文：在香港、澳門和華南沿岸從事可能以將中國華工賣往美國為主的貿易，建立了與港澳兩地的連繫，為後人的成就打下根基[1]
- 何東的興起歷程：何东胞姐何柏颜在母亲的安排下，嫁给怡和香港首任买办蔡昇南做妾，[2]何东在怡和任職僅兩年的1883年接替姐夫蔡昇南成為買辦，先任職怡和洋行，後以何世榮為代表，取得香港的鴉片專利權，靠英國貨賺取豐厚利潤，及後投資地產業進一部致富
- 何佐芝的興起歷程：先任職佐德公司合夥人，及後創辦香港商業電台致富
- 何鴻燊的興起歷程：先任職利安建築公司合夥人，及後投資澳門博彩業致富

## 家族特色
何東家族中之各種特色：
- 香港歐亞混血兒家族

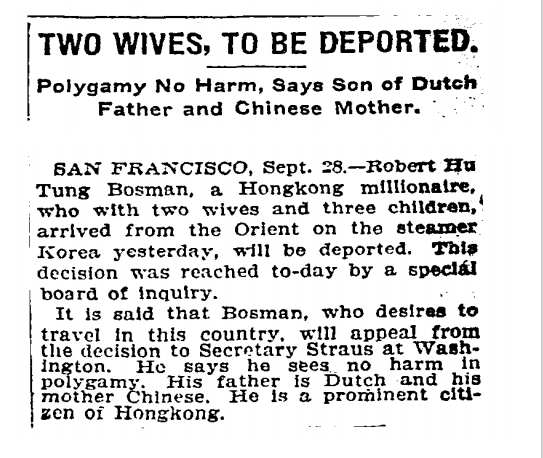
1908年《紐約時報》有關何東妻室的報導︰"Robert Ho Tung Bosman... with two wives and three children.. will be deported"

- 以華人家族自居，家族籍貫跟隨母親施娣系的廣東寶安
- 何东的六弟何启佳（Walter Bosman）用上生父 Bosman的姓氏，选择欧洲人的身份认同，后移居南非，官至南非政府的工务局局长（Director of Public Works）
- 在昭远坟场有家族专属葬地“何莊”何仕文的衣冠冢与施娣合葬在昭遠墳場
- 何仕文去世后，安葬于英国伦敦布朗普顿公墓（Brompton Cemetery）
- 何仕文之子何东是香港开埠后的首富，曾孙何鸿燊是澳门首富
- 著名武術家李小龍為何氏家族非血緣關係外孫（何氏家族養女之子）
- 第二代成員何世禮放棄英國國籍，後成為中華民國二級上將、總統府國策顧問及中國國民黨中評會主席團成員
- 何仕文另外一支为白种人，何仕文离开香港定居英国后与妻子玛丽·艾格尼丝·福布斯（Mary Agnes Forbes）生下4子1女
- 與羅文錦家族有五段姻親關係：
  - 何啟福＝羅絮才
  - 何錦姿＝羅文錦
  - 何堯姿＝羅文灝
  - 何世基＝羅巧貞
  - 何世亮＝羅雪貞
- 與張德輝家族有兩段姻親關係：[3]
  - 何東＝張靜蓉
  - 何寶姿（Bessy）＝張沛階
  - 何季君＝張瑞寧
- 與黃金福家族有兩段姻親關係:
  - 何瑞婷＝黃金福
  - 何純姿＝黃錫霖
- 與施炳光家族（Andrew Zimmern）有兩段姻親關係：[3]
  - 何世耀＝施燕芳（Ethel）
  - 何世華＝施瑞芳（May）
- 與冼德芬家族（Stephen Hall）有兩段姻親關係:[3]
  - 何世光＝冼興雲（Flora）
  - 何世焯＝Florence
- 與洪錦城家族（Henry G Anderson）有兩段姻親關係:
  - 何世榮＝洪玉顏（Kitty）
- 與洪興銓家族（Hung Hing Chuen） 有兩段姻親關係:
  - 何世禮＝洪奇芬（Hesta）
- 與洪千家族（Henry Gittins）有兩段姻親關係:
  - 何文姿＝B·吉廷士
  - 何堯姿（Grace）＝J·吉廷士
- 與蔡立志家族有兩段姻親關係:
  - 何世傑＝Winnie Choa
  - 何柏貞（Elsie）＝蔡寶耀
  - 何婉坤＝蔡永興
  - 何懿君＝蔡永祺
- 與許愛周家族有一段姻親關係：
  - 何超瓊＝許晉亨（已離婚）
- 與羅桂祥家族有一段姻親關係：
  - 何猷龍＝羅秀茵

## 家訓格言
何東家族中各人的家訓格言：

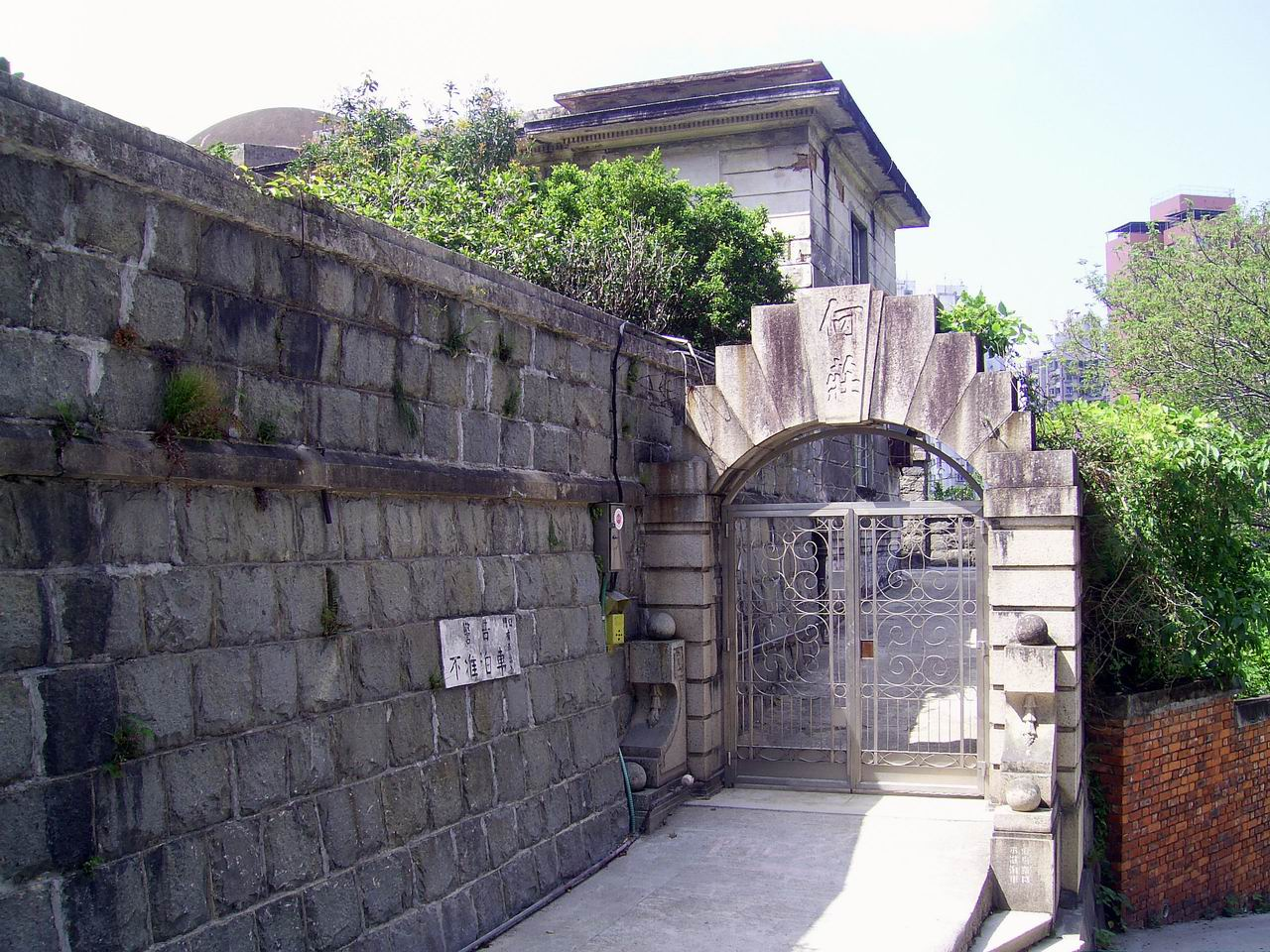
位於昭遠墳場的「何莊」

- 何東爵士的家訓格言：「一要勤力，二要銀紙在手搓到實，千祈唔好跣手！」（譯文：一要勤奮，二要把銀票實實在在握在手裏，千萬不要手滑！）[4]
- 「何羅施冼蔡，女不憂嫁外！」（譯文：何（啟東）家、羅（文錦 或 羅伊活 或 何福妾侍李慧珊前夫Roberts）家、施（炳光）家、冼（德芬）家及蔡（立志）家的女兒，不用擔心會被嫁到我們以外的家族）[5]
- 「你估你系何东咩！」（譯文：你以为你是何东啊！）当时香港民间俗语，用来形容一个人不自量力。

## 家族成員
何東家族的家族成員：
- 何仕文（Charles Henri Maurice Bosman）＝施娣（涉外婚姻：何仕文荷蘭籍猶太人，施娣廣東寶安人）[6]

### 何一宅
- - 何柏顏＝蔡昇南
    - 蔡浦生=陳娆姬
      - 蔡澤霖（Jimmy Tsoi）
      - 蔡冰姿

    - 蔡潔清

### 何二宅（何昌遠堂）
- - 何啟東（一名何東，字曉生）爵士＝麥秀英（Mak Sau Ying 或 Margaret MacLean，元配）、張靜蓉（一名蓮覺 Clara Cheung Ching Yung，平妻, 麥秀英之表妹）、周綺文（妾侍 -1906年﹚
    - 何世榮（過繼子，何福長子）＝洪蘊芝（洪玉顏）（Kitty Hung 或 Catherine Anderson）
      - 張靜蓉像何煒君＝陸文景
        - 陸綿棣=李锦超

      - 何妙君＝沈本瑛
        - 沈忠佑=曾淑颜

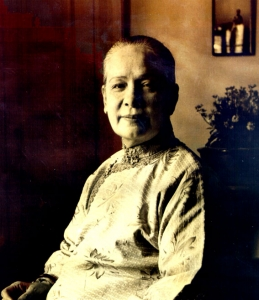
張靜蓉像

        - 沈忠烈=Gilbert Arthur
        - 沈忠锷=盧永泉
        - 沈忠波=吳根善
        - 沈忠媛=陸兆荫
        - 沈忠樂=黃榮衍
        - 沈忠励=羅衍榮

      - 何鴻鈞＝梁漢卿
        - 何惠棱=林炜權
        - 何惠榆=關承恩
        - 何猷灝=杨菁儿、鄧藹賢

      - 何季君＝張瑞寧
      - 何智君＝陳漢明
        - 陈筱君
        - 陳经纬=沈怡霞
        - 陳采君=葉德明

      - 何鴻邦＝謝秀馨
        - 何猷敬=黃澤楣
        - 何惠颐=Badams T.W.M.
        - 何猷俊=Pation, Ruth

      - 何鴻宗＝陳美韶
        - 何猷德=李展莹
        - 何猷斌=任美玲
        - 何惠鸾=Mozeika, John Konstanty

      - 何穎君＝梁登輦
        - 梁雄姬

      - 何鴻敏
      - 何懿君＝蔡永祺

    - 何錦姿（Victoria，張靜蓉所出）＝羅文錦[7]
      - 羅佩筠（Gwendolin）
      - 羅德權（Wilbur，早夭）
      - 羅佩堯（Phoebe）＝Howard Brown
        - William Brown=Lili
        - Cassandra Brown=Randy Westcate
        - Bertrum Brown=Teresa
        - Bruce Brown=Meskerem

      - 羅佩堅（Vera）＝許賢根
        - 許佐一=陈佩華
        - 許佐义=Sandra Elizabeth Jones
        - 許佐綱
        - 許佐賓=Tara Joseph

      - 羅佩賢（Rita）＝邱建江（Rudy Khoo）
        - 邱丽珊=马志南
          - 馬霈行

        - 邱國華（Monica）=邵荣基
          - 邵伟伦

        - 邱國璧（Sandra）=梁以忠

      - 羅德丞＝Tamara Federova（離婚）、苏靖文、張慧瑜[8]
        - 羅克平（苏靖文出）
        - 羅信優（苏靖文出）
        - 羅國倫（張慧瑜出）
        - 羅孔君（張慧瑜出）

    - 何世勤（Henry，張靜蓉所出，3歲早夭）
    - 何慧姿（Daisy，張靜蓉所出）＝歐陽伯祥（早逝）[9]
    - 何純姿（Mary，周綺文所出）＝黃錫霖[10]
      - 黃日煊（過繼子，前香港電台高級節目主持）

    - 何世儉（Edward，張靜蓉所出）＝Mordia O'Shea
      - 何鴻章（Eric）＝佘安妮（Patricia Anne Shea）
        - 麥舜銘（更名何東舜銘）（與何婉琪私生）＝陳復生（離婚）
          - 麦景榕

        - 麥慧玉（與何婉琪私生）
        - 何猷浩（又名：何浩，Michael Eric）＝苗春暉
          - Natasha
          - Sophia
          - Eric
          - Otto

        - 何猷源（又名：何源，Robert Eric）
        - 何猷威（又名：何威，Eric Shea Kim）=Catalina
          - Catalina
          - Sai
          - Aislynn

        - 何猷彪（又名：何彪，Sean Eric Mclean）＝姓名不明(離婚)[11]、劉翁靜晶(簡稱：翁靜晶)
        - 何猷豹（又名：何豹，Anthony Eric Ryan）＝Wendy Puyat(離婚)[12]
          - Xavier

        - 何美雲（Mara Tegwen）＝Ilyas Tariq Khan
          - Elijah
          - Joshua

        - Gabrielle Marie＝Karsten Davidsen
          - Magnus
          - Tor

        - Sheridan Patricia＝John Shea
          - Tristan
          - Leif
          - Saskia
          - Mary

      - 何鴻憲（Paddy，早夭）
      - 何鴻卿爵士（Joseph）＝Mary McGinley（離婚）、Ann Carlo
      - 何淑君（Toni，獨身）
      - 何勵君（Mary）＝Robert Ketterer（離婚）
        - 何猷良（Edward Ketterer）

    - 何嫻姿（Eva，張靜蓉所出，後改名綺華，獨身）
    - 何奇姿（Irene，張靜蓉所出，後改名艾齡）＝鄭湘先（林則徐玄外孫，早逝）
      - 鄭家玉（June，養女）＝Walter Dandliker

    - 何世禮將軍(KMT)（Robert，張靜蓉所出）＝洪奇芬（Hesta Hung）
      - 何鴻毅（Robert）＝ 羅綺文（Greta Lo）
        - 何猷廣（Kevin）＝ Lai Yue Shue Michelle
        - 何猷忠（Robert）＝ 馮愷若（Caroline Pfohl）

      - 何勉君（Min）＝關孝明

    - 何文姿（Jean，張靜蓉所出）＝B·吉廷士（Billy Gittins，淪陷後被擄日本身亡）[13]、賀樂（Serge Hohlov）
      - 吉懿璧（Elizabeth Gittins）
      - 吉約翰（John Gittins）

    - 何堯姿＝（Grace，張靜蓉所出）羅文灝（前夫，早逝）[7]、J·吉廷士（John Gittins）[13]
      - 羅佩嫻（Shirley）＝潘通理（Tony Payne）

    - 何孝姿（Florence，張靜蓉所出）＝楊國璋（K.C. Yeo）
      - 楊允誠（Richard）＝麥儀鳳（Yvonne Metculf）
      - 楊紫簾（Daphne）＝范羅弼（Robert Vallance）
      - 楊紫霞（Wendy）＝麥約翰（John Mack）

    - 何世義（佐芝-George，與朱春蘭（朱結地）私生）＝馮月燕
      - 何騉（Linda）
      - 何驥（Joseph）
        - 何鳳蓮（Chloe）

### 何三宅（何昌盛堂）

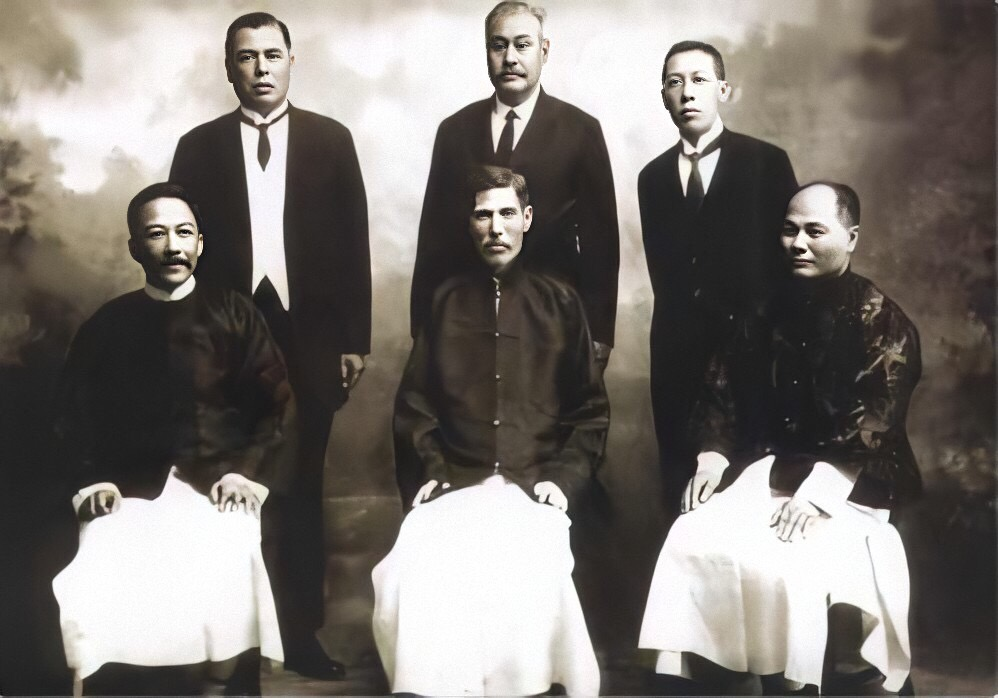
前排左起︰劉鑄伯、何東、何甘棠，後排左起︰何福、陳啟明、羅長肇。

- - 何啟福（一名何福，字澤生）＝羅絮才（Lucy Rothwell）
    - 何世榮（過繼何東）＝洪蘊芝（Kitty Hung）
    - 何寶姿（Bessy）＝張沛階
      - 張燄綿（Margaret）
        - 秦国洪=莫梅生

      - 張燄柔（Lily）=McArthur Andrew
      - 張瑞康（Howard）=Evelyn
        - Irene=Archibald, Jim
        - Robert=Sharon
        - Howard=Laura

      - 張瑞寧（James Jospeh）

    - 何世耀＝施燕芳（Ethel Zimmern）
      - 何婉端（Stella née Ho） ＝George M. Davreux
        - Denise=John Lovell
        - Jacqueline=Philip Gregory

      - 何婉宜（Helen Ho）
      - 何鴻超（John Ho）＝Florence née Kwok（郭天佑）
        - 何寶翘=黃永鍾
        - 何卫雲=林秀槐
        - 何英進=劉家骐

      - 何婉芬（Vivienne née Ho） ＝Raymond Cheng （陳贤良）
        - 陈惠明=Patrick Colletti
        - 陈俊德

      - 何婉明（Audrey née Ho） ＝Perry Tcheng （鄭寶慶）
        - 郑美仙=Martin Nettleship, Edward Pieratt, John Ware
        - 郑玉麟=Winnie Kwan,李玉珠
        - 鄭玉麂=Jean Marie Praffinger

      - 何鴻堅（Kenny Ho）=張秀梅、罗丽丽
      - 何婉彬（Daphne Ho）
      - 何鴻瑞（David）=Ho Yuen Fu
        - 何佩仪=陈剑伟
        - 何翠研
        - 何翠红

      - 何鴻輝（Peter Ho）
        - 何猷靖（Alexander Ho） =Rendy Yeung
          - 何婉淇（Sandy Ho）
          - 何廣欽（Justin Ho）

    - 何世光＝冼慶雲（Flora Hall）
      - 何鴻恩（Bertram，大爺）＝Cheung Sze Tsarm（张氏簪）
        - 何猷富
        - 何猷財=潘焯瑛

      - 何婉和（Mary，二姑娘）＝梁世華
        - 梁达民=卢玉
        - 梁嘉正
        - 梁嘉為
        - 梁建民=邝潤玲
        - 梁嘉善
        - 梁嘉和
        - 梁逸民=陈秀琼
        - 梁超民=雷凤屏
        - 梁嘉俊
        - 梁适民=馬慧籣、羅慧敏 (離婚)、朱玲珍（前妻）
          - 梁嘉澄  (羅慧敏出) =梁淑芳                                           -   梁丞澤
          - 梁嘉寶(朱玲珍出)（女）

      - 何鴻展（Ernest，三爺）＝May Ngan （颜笑薇）、Diana Wong （黄玉英）、丁毓珠
        - 何猷剛（颜笑薇出）=鄭葵英、陸雪娣
          - 何廣博
          - 何廣禮
          - 何雅琪
          - 何雅懿

        - 何猷強（颜笑薇出）=黃岢鈺、梁淑儀
          - 何廣遊
          - 何廣謙
          - 何雅詩

        - 何猷威（黄玉英出）
        - 何翠屏（黄玉英出）=Khayami Mcdhi

      - 何鴻威（John，四爺）＝Leontine To（杜白玉）
        - 何猷倫=黄小莲
        - 何猷莲=李吉人
          - 李永明
          - 李永光

      - 何婉璋（Priscilla，五姑娘）＝謝德安（Andrew）
        - 謝天賜=蘇美兒
        - 谢瑞华=Bruce Bartholomew
        - 谢琨华=鍾祖佳
          - 鍾立明
          - Keri Ann Chung（女）

        - 谢琬华=潘裕民
        - 谢珍华=Barnet Howard
        - 谢天佑=吴中莉
        - 谢天锡=黄小燕
        - 谢瑛华=刘维生
          - Jason Liu
          - 刘翠茜

        - 谢珮华=王树仁
        - 谢珏华=James Lee

      - 何婉文（Patricia，六姑娘）＝Julio Swing （離婚）
        - 孫鏡鴻（Diego Swing）=Maria Ftima Francisco、Place Ivone Ferreirs
        - 孫鏡祺＝章榮葉、陳婉芳（離婚）、梁绮華
        - 孫鏡輝（Juan Michael Swing） =司徒淑明（離婚）

      - 何鴻韜（Joseph，七爺，死於二戰, 早逝）
      - 何婉鴻（Nanette，八姑娘）＝馮啟德（死於二戰, 早逝） 
        - 馮紹漣

      - 何鴻燊（Stanley，九爺）＝黎婉華（Clementina Leitao，元配）、藍瓊纓（Lucina，二姨太、合法妾侍）、陳婉珍（Ina，三姨太）、梁安琪（Angela，四姨太）
        - 何超英（Jane Francis，黎婉華所出）＝ 蕭百成（前夫）
          - 外孫女 蕭玟錚（Ringo Siu)=Chaim Scowcroft

        - 何猷光（Robert，黎婉華所出）＝Suki Potier
          - 何家文（Sarah）=Samuele Serreli
            - Suki Evelina Serreli
            - Leonardo Robert Serreli

          - 何家華（Faye）= 丈夫 Michael Anthony Lesu
            - 蘇麗儀（Melanin）
            - （Michael）

        - 何超賢（Angela，黎婉華所出）＝ 丈夫 （Peter Kjaer）、前夫（Uwe Gunter Willers）
          - 何家荣（Stanley Ho Willers）
          - 何家晴（Ariel Ho Kjaer）

        - 何超雄（Deborah，黎婉華所出）
        - 何超瓊（Pansy，藍瓊纓所出）＝許晉亨（離婚）
        - 何超鳳（Daisy，藍瓊纓所出）＝何志堅（離婚）
          - 何鍶珩（Beatrice）
          - 何倩珩（Gillian）

        - 何超蕸（Maisy，藍瓊纓所出）
        - 何超儀（Josie，藍瓊纓所出）＝陳子聰
        - 何猷龍（Lawrence，藍瓊纓所出）＝羅秀茵
          - 何開梓（Mia Shalotte）

        - 何超雲（Florinda，陳婉珍所出）
        - 何超蓮（Laurinda，陳婉珍所出）
        - 何猷啟（Orlando，陳婉珍所出）＝齊嬌（Gigi)（前妻）
          - 何煦齡（Tittania）
          - 何煦鑫（Tylia）

        - 何超盈（Sabrina，梁安琪所出）＝辛奇隆（Thomas Xin）
          - 辛阡覓（Audrey Rose Xin）

        - 何猷邦（梁安琪所出）
        - 何猷亨（Arnaldo，梁安琪所出）
        - 何猷君（Mario，梁安琪所出）＝奚夢瑤（Ming）
          - 何廣燊（Ronaldo）
          - Romee

        - 何超欣（Alice，梁安琪所出）

      - 何婉琪（Winnie，十姑娘）＝麥志偉（離婚）、 杜紹能
        - 麥慧貞（麥志偉所出）=Roberto Bassesar、William Lo
        - 麥家興（麥志偉所出）
        - 麥舜銘（麦家驹，更名何東舜銘，與何鴻章私生）＝陳復生（離婚）
          - 麦景榕
          - 儿子

        - 麥慧玉（與何鴻章私生）

      - 何婉婉（Susie，十一姑娘）＝葉德利
        - Victoria Yip（葉明珍）=Timothy Clement Jones
        - George Yip（葉恩華）=Moira Winsland
        - 葉明利（葉明秋）=Peter Daetwiler、Robert Kernland
          - Richard Daetwiler
          - Dominque Daetwiler（女）

        - Betty Yip（葉明茜）=Philip Glover、Paul James
        - Ronnie Yip=Terri Dement
        - 葉赐華=Susan Ferguson
        - 葉慶華=Els Penassang
          - Farley Yip
          - Gary Yip
          - Peggy Yip=Audry Punjamin
            - Jesse Punjamin

          - Debbie Yip
          - Nancy Yip

      - 何鴻端（早逝，十二爺）
      - 何婉穎（Louise，十三姑娘）（病逝2016-12-21）＝Keith Mok（莫季禧）
        - 莫子惠
        - 莫子懃
        - 莫玮坤=罗伟明
          - 罗诗韵

    - 何世亮＝羅雪貞（Edna）
    - 何世全
      - Iris
      - 何婉蘭（Pansy）

    - 何世焯＝冼慶祥（Florence Hall）
      - 何婉衍（Helen）
      - 何婉坤（Kathleen）＝蔡永興
        - 蔡顯芬＝Judy Evans
        - 蔡顯薇

      - 何婉元（Yvonne）
      - 何婉基（Elaine）
      - 何鴻志 (Charles)（早夭）
      - 何婉綿（Mamie）

    - 何寶容（Elizabeth）＝Arthur Waller
      - Raymond Arthur Waller
      - Beatrice Elizabeth Waller
      - Edmund Arthur Waller
      - Lewis Arthur Waller
      - Francis Henry Waller
      - Edgar Joseph Waller

    - 何世奇＝羅巧貞（Doris Rothwell）
      - 何鴻政（Algernon）
      - 何鴻嘉（Ronald）=范燕川、蔡慧廉
      - 何婉揚（Pamela）=洪淳钊
      - 何婉倫（Cecilia）=施约翰
      - 何鴻鑾（Eric Peter）＝楊展翹
        - Albert Victor
        - Doris Anne＝Jamieson
          - 有三子女

        - David Ronald

    - 何寶蓮（Victoria）＝張寶樹（James Bush）
    - 何寶芝（Nancy）＝Albert Edward Kew
      - Geoffrey Kew
      - Gordon Kew

    - 何寶賢（Phyllis）＝Edward Law
    - 何麗瓊

### 何四宅
- - 何啟滿 (更名鮑啟滿，被鮑姓家庭收養，往日本定居，婚後早逝)
    - 何世焯（更名鮑世焯，過繼子，何福之子，婚後復歸何福家）

### 何五宅（何昌善堂）
- - 何啟棠（何甘棠），字棣生（施娣與中國男子郭兴贤所生 [6]）＝施连玉（Edith McClymont，混血）[14]
    - 何世傑＝Winnie Choa [15]、董琰瓊[16]
      - 何鴻圖＝鮑幗卿
        - 何猷善＝陳瑞梅

      - 何晴翠（Pansy）＝許偉麟
        - 許佐庭
        - 許佐倩

      - 何鴻書
      - 何鴻基＝田島了子
      - 何晴霞（Lilian）＝張贊臣
        - 張天賜
        - 張天娜

      - 何鴻業（John）＝高寶燕
      - 何鴻惠
      - 何鴻迪（Richard）＝楊琇玲
      - 何晴笑（Wendy）＝蘇洪熹
        - 蘇嘉偉
        - 蘇倩雯

      - 何鴻亨（全由董琰瓊所出）

    - 何世華＝施瑞芳（May，又名瑜芝）[17]
      - 何晴熹（Connie）＝羅志雄
        - 羅慕賢

      - 何晴灝（Gertrude）＝趙汝南
        - 趙崇遠
        - 趙崇珊
        - 趙子鳳
        - 趙夏湄

    - 何世文 ＝鄧愛華（Ivy）
      - 何晴麗（Rita）
      - 何鴻堯（養子）
      - 何寶珠（養女）

    - 何世昌＝黎宗愉
      - 何鴻發（Gerald）
      - 何晴暉（Jane）

    - 何世安
    - 何世樂＝趙慧真
      - 何鴻森（Peter）
      - 何鴻星
      - 何晴朗

    - 何世康
    - 何世健
    - 何世威＝張意蓮
    - 何世勇＝麥碧嬋
      - 何耀明（Simon）
      - 何慧敏（Vivien）
      - 何慧玲（Miranda）
      - 何慧姬
      - 何慧蘭

    - 何世雄＝羅瑞英
      - 何智慧（Sabrina）
      - 何智穎（Belinda）
      - 何智聰（David）
      - 何智明（Christina）

    - 何世剛＝周式宜
      - 何宏達（Stanley）
      - 何宏恩（Stephen）

    - 何世強
    - 何世猛＝黃美芙
    - 何世烈
    - 何世吉
    - 何柏齡（Elizabeth）＝謝家寶（Simon）
      - 謝德安（Andrew）＝何婉璋（Priscilla）
      - 謝珮賢 （Lucy）
      - 謝俏賢 （Agnes）
      - 謝慧賢 （Mary）
      - 謝瑞賢 （Ann）
      - 謝琮賢 （Kitty）＝張榮冕

    - 何柏貞（Elsie）＝蔡寶耀[18]
      - 蔡慧中（Agnes）
      - 蔡慧媛（Mollie）
      - 蔡慧真（Phyllis）
      - 蔡慧鴻（Leatrice）

    - 何柏堅（Flora）＝伍朝恩
    - 何柏頤
    - 何柏韶 （Pansy）
    - 何柏芳 （Rebecca）＝彭秀山（Peter）
      - 彭綺玲（Jenny）
      - 彭婉玲（Ruby）
      - 彭楚玲（Winnie）
      - 彭翠玲（Becky）
      - 彭福玲（Angela）
      - 彭建成（Peter）

    - 何柏端 （Jeneive）
    - 何柏瑞 （Nancy）＝林顯光
    - 何柏嫦 （Rose）＝馬煊洪（Charles）
      - 馬寶珠（Rosaline）
      - 馬寶洸（Philip）
      - 馬寶姍（Christina）

    - 何柏娥 （Stella）＝麥志顯（Peter）
      - 麥信安（Anthony）

    - 何柏奔
    - 何柏顏
    - 何柏媛 （Monica）＝郭生材（Philip）
      - 郭澍堅（Eric）
      - 郭雅倩（Serena）

    - 何柏蓉（一名愛瑜，何甘棠與本身是欧亚混血儿的情妇张琼仙所收養的歐亞混血兒）（1907年-1996年）＝李海泉[19]
      - 李秋圓 （Phoebe）
      - 李秋勤 （Agnes）
      - 李忠琛 (Peter，1939年—2008年)＝林燕妮（離婚）、張瑪莉
        - 李凱豪（林燕妮所出）
        - 李偉豪 （張瑪莉所出）

      - 李振藩（李小龍，Bruce Lee）＝蓮達
        - 李國豪
        - 李香凝

      - 李振輝 （Robert）＝ 黎小斌（藝名森森，離婚）
        - 李嘉豪

### 何六宅
- - 何啟佳（一名佑偕，Walter Bosman，於南非定居）＝Louise＝Gladys Steyn(喪妻再娶)
    - 何啟佳一度打算過繼何甘棠之子何世猛，不果。

### 何七宅
- - 何瑞婷（施娣與中國男子郭兴贤所生）＝黃金福
    - 黃錫霖＝何純姿
      - 黃日烜

    - 黃錫滔
    - Pansy Wong
    - 黄錫文

### 何八宅
- - 何柏娟（施娣與中國男子郭兴贤所生）（隨夫往新加坡定居）

### 何九宅
- - 郭茂超（施娣與中國男子郭兴贤所生）（早夭）

### 何仕文（Charles Henri Maurice Bosman）＝玛丽·艾格尼丝·福布斯（Mary Agnes Forbes）[20]
- Alexander Rudolph Forbes Bosman
- Charles Henry Maurice (jr) Bosman
- Irene Maud Bosman（女）
- Bertram Stanley Bosman
- Harold Ralph Forbes Bosman

### 其他
- 俞明（李小龍堂姐夫）
- 林振強（林燕妮之弟，林燕妮前夫李忠琛是李小龙哥哥）
- 何仕文离开香港后他留在香港的子女们学费由谁付？潜在的可能，一、何仕文或何仕文留给施娣的财富，二、郭兴贤，三、施娣与何东姐夫蔡昇南预先谈好嫁女条件，学费由蔡昇南付，四、或者是集合了以上三个人的财富，用来付孩子们的学费，但历史没有任何记载成为未解之谜。

## 何東家族物業
九龍
- 尖沙咀彌敦道100號東英大廈（2002年底以約11.06億元售出，現The ONE）
- 旺角東平大廈（1994年售出，現別樹華軒[]）
- 旺角東安大廈（1994年售出，現別樹一居）

港島
- 灣仔分域街14-16號東城大廈（2003年2.16億元售出）
- 灣仔莊士敦道20號東生大廈（2003年1.8億元售出）
- 灣仔分域街8-12號承業大廈（2000年以1.4億元售出，現君悅居）
- 布力徑6-10號大屋（1997年以7.58億元售出 （页面存档备份，存于））
- 山頂道75號曉覺園（山頂何東花園，2015年1月以51億元售出）
- 渣甸山谷柏道19號（2010年以3.5億元售出[21]）
- 深水灣道35號（1995年以2.7億元售出[22]）

新界
- 古洞東英學圃（上水何東花園）

### 相關物業
- 東蓮覺苑——張蓮覺創設
- 香港商業電台大樓——何佐芝旗下電台，現主席何驥
- 信德集團物業——何鴻燊旗下集團

## 註腳
1. ↑   (PDF).   [2024-09-18]. （原始内容存档 (PDF)于2024-06-27）.
2. ↑  鄭宏泰, 高皓. .
3. 1 2 3  張德輝, 陳啟明, 施炳光, 冼德芬為結拜兄弟。
4. ↑  見《香港富豪列傳》
5. ↑  見《商城記－香港家族企業縱橫談》
6. 1 2  Tracing My Children's Lineage 何鸿銮 著
7. 1 2  羅長肇兒女
8. ↑  張祝珊家族成員
9. ↑  歐陽伯祥為張靜蓉父親張德輝門生
10. ↑  何純姿表哥, 何東同母異父之妹何瑞婷的兒子）
11. ↑  .   [2024-09-21]. （原始内容存档于2024-03-29）.
12. ↑  .   [2024-09-21]. （原始内容存档于2021-09-01）.
13. 1 2  Gittins family
14. ↑  施連玉訃聞. 華僑日報. 1964-06-04. 第二張第二頁.
15. ↑  蔡立志女兒
16. ↑  董琰瓊訃聞. 華僑日報. 1983-08-14. 第一張第四頁.
17. ↑  施瑜芝訃聞. 工商日報. 1967-03-21. 第四頁.
18. ↑  蔡立志兒子，另有一妾董氏
19. ↑  Dewolf, Christopher. . Zolima City Magazine. 2020-11-19  [2024-05-04]. （原始内容存档于2024-05-04） （英国英语）.
20. ↑  . geni_family_tree. 2022-04-28  [2024-05-30]. （原始内容存档于2024-05-01） （美国英语）.
21. ↑  .   [2011-07-13]. （原始内容存档于2011-10-28）.